# Kaspar Forstmeister
Kaspar Forstmeister (* um 1474 in Kirchheim unter Teck; † Mai 1529 in Tübingen) war ein württembergischer Jurist, Hochschullehrer und Rektor der Eberhard Karls Universität Tübingen.

## Leben und Wirken
Kaspar Forstmeister begann im Mai 1487 sein Studium der Rechtswissenschaft an der Eberhard Karls Universität Tübingen. 1489 absolvierte er das Bachelor-Examen und 1492 erwarb er den Magistergrad. Seither lehrte er an dieser Universität sowohl das weltliche als auch das kirchliche Recht. Von 1499 bis 1500 war er Dekan der Artistenfakultät. Über seine Lehrtätigkeit hinaus leistete Forstmeister Tätigkeiten im Dienst der württembergischen Regierung bzw. vertrat die Universität nach außen. So wirkte er z. B. als Hofgerichtsassessor am württembergischen Hofgericht mit. Von Oktober 1503 bis Mai 1504 amtierte er als Rektor der Tübinger Universität.
Kaspar Forstmeister wurde 1529 in der Tübinger Stiftskirche begraben. Nachfolger als Hochschullehrer wurde sein Schwiegersohn Peter Neser.
Veröffentlichungen von Forstmeister sind nicht bekannt.